# Ignorance blanche
L'ignorance blanche désigne les manières dont certaines structures sociales entretiennent au sein des classes blanches un déni de l'existence du racisme. Ce concept sociologique sert à décrire et critiquer la façon dont le racisme détermine significativement les silences, les non-dits et les flous entretenus par les rhétoriques et les savoirs dominants. Plusieurs propositions de pédagogie antiraciste ont été faites pour combattre l'ignorance blanche. Il y a débat sur la mesure dans laquelle ce concept ne prendrait pas assez en compte la dimension active et individuelle du racisme.

## Définition
Selon Jennifer Mueller, l'ignorance blanche est un engrenage du racisme qui ne voit pas la couleur (décrit notamment dans le livre Racism without Racists). Dans cette analyse, le racisme systémique ne passe pas principalement par des actes consciemment hostiles envers les personnes noires et racisées, mais plutôt par des structures économiques et culturelles à travers lesquelles les discriminations sont reproduites sans forcément qu'il y ait d'intention consciente en ce sens. Cette reproduction du racisme, faite sans y penser, est donc analysée comme sous-tendue par des mécanismes psychologiques et sociaux qui tendent à faire oublier l'existence du racisme lui-même. C'est ce phénomène qui est appelé l'ignorance blanche par certains chercheurs anti-racistes, la définissant comme les rhétoriques par lesquelles les gens blancs évitent de voir, passent sous silence voire dénient l'existence des discriminations raciales.
Selon Annette Martín, on peut distinguer trois formes d'ignorance blanche : la délibérée, la cognitive et la structurelle. C'est selon elle à la forme structurelle qu'il est le plus pertinent de prêter attention afin d'expliquer la réalité du racisme aujourd'hui. Ainsi, le déni de l'existence du racisme n'est majoritairement pas une question individuelle, mais générée surtout par des discours, des savoirs et des institutions partagées,. Un exemple analysé par Alinia Minoo concerne la manière dont un rapport gouvernemental sur les violences faites aux femmes en Suède passe sous silence le rôle des discriminations racistes dans ces violences. Un autre exemple, selon Gabriella Beckles-Raymond, est la manière dont la blanchité structurant l'identité nationale britannique, avec la dimension raciste que cela représente, est entretenue implicitement mais systématiquement par les institutions. De même, Sandra Suely et Heitor Moreira Lurine Guimarães présentent l'ignorance blanche comme le ciment d'un contrat racial (en) sous-entendu dans le constitutionnalisme brésilien et les structures politiques du pays.
Trip Glazer et Nabina Liebow identifient une liste de dix caractéristiques de l'ignorance blanche:
- une vision internalisée de la blanchité comme standard,
- la fragilité blanche,
- un sens d'avoir le droit de ne pas être dérangé par des conversations sur la race, menant ainsi à un tone policing,
- l'idéologie du daltonisme racial,
- une attention particulière portée aux individus blancs, en les mettant au centre de l'attention,
- une focalisation sur les individus comprise comme préférable à une réflexion sur le racisme,
- un idéal méritocratique,
- une définition étroite du racisme,
- une vision binaire distinguant strictement personnes racistes et gentilles personnes,
- et le présupposé de l'innocence blanche.

## Historique
Ce concept a été formulé principalement par Charles W. Mills. Il s'inscrit dans la tradition scientifique de W. E. B. Du Bois, le fondateur de la sociologie aux États-Unis, qui cherchait à réduire les injustices épistémiques imputées à la domination blanche
. Du Bois, à l'instar d'Alain Locke et au contraire de John Dewey qui est resté relativement silencieux sur la question du racisme, pensait que l'ignorance blanche ne peut être surmontée qu'à travers des institutions scientifiques qui accueillent des intellectuels noirs et transgressent la ligne de couleur.

## Mécanismes
Selon Shannon Sullivan, l'ignorance blanche trouve une de ses sources dans la relation entre métropole et colonie, par laquelle des savoirs sur la colonie sont produits et modelés afin de servir les intérêts de la métropole. Un des exemples qu'elle cite est celui du nom de Puerto Rico, quasi-systématiquement et sciemment déformé en « Porto Rico » afin d'être plus aisément prononçable pour les anglophones américains, condamnant le nom original à l'obscurité. 
Selon Amandine Catala, l'ignorance blanche détermine les attitudes des Néerlandais blancs qui refusent de voir le personnage traditionnel de Zwarte Piet comme un signe de racisme anti-noir.
Pour Jennifer Saul, la manière dont les médias britanniques mettent systématiquement en exergue des informations particulières, comme par exemple les crimes commis par des hommes noirs ou bien la présence d'un drapeau de l'état islamique au sein d'une marche des fiertés, constitue une forme de biais raciste dont le moteur est l'ignorance blanche.
Selon Marie-Anne Perreault, l'ignorance blanche est ce qui permet le détournement du lexique de la colonisation par des groupes blancs se revendiquant victimes. En l'occurrence, elle applique ce terme aux gens québécois blancs utilisant pour eux-mêmes la rhétorique de l'anticolonialisme envers les anglophones, sans égard pour la réalité de leur propre statut colonial vis-à-vis des gens autochtones du Québec.
Fatima Waqi Sajjad pointe les politiques éducatives anti-extrémisme préconisées par la communauté internationale au Pakistan comme révélatrices d'une certaine ignorance blanche, et revendique que c'est une pédagogie inverse qui serait nécessaire, éduquant les interventionnistes à propos du complexe du sauveur blanc.
Dans le contexte des relations intersociales des Tentenhar, Emerson Rubens Mesquita Almeida et Larissa dos Santos Martins décrivent une ignorance blanche « cultivée » de la part des blancs brésiliens, qui entretiennent une certaine fierté de leur méconnaissance des Tentenhar, lesquels en retour jouent stratégiquement sur cette attitude. Pour Bruna Schneid da Silva, cette ignorance blanche brésilienne qui efface les savoirs autochtones participe au racisme environnemental qu'elle place au fondement du pouvoir colonial de l'état.

## Pédagogie
Dans le contexte australien, l'ignorance blanche est considérée par les populations racisées et par les anti-racistes comme un obstacle à surmonter afin d'abolir le racisme. Dans le contexte du système éducatif britannique aussi, Zara Bain identifie l'ignorance blanche comme un défaut auquel la pédagogie pourrait remédier.
Barbara Applebaum a suggéré le recours à la conscientisation (en), une pratique de la pédagogie critique, afin de déconstruire l'ignorance blanche qu'elle identifie comme une injustice épistémique dans le système éducatif américain. Alexandros Nikolaidis propose de promouvoir une éducation à la politique, qui permette aux élèves de prendre conscience de leur positionnement dans des systèmes de pouvoir.
Emily McRae fait un lien entre le concept d'ignorance blanche et celui d'avidyā, argumentant que les enseignements bouddhistes pour se défaire de l'ignorance pourraient être utiles dans la déconstruction de l'ignorance blanche. Wioleta Polinska a aussi proposé de s'inspirer de la méditation (d'origine bouddhiste) pour surmonter individuellement l'ignorance blanche. Victoria Klinkert a proposé l'humilité comme un remède à l'ignorance blanche dans la pratique de l'anthropologie.

## En littérature
Ellen Miller a exploré la présence de l'ignorance blanche dans la poésie de Sylvia Plath, en argumentant que son usage des couleurs et sa représentation de la race, chargés à certains égards d'une influence raciste, sont liés à son rapport difficile avec le corps en général.

## Critiques
En 2007, Zeus Leonardo a critiqué l'idée de l'ignorance blanche, en la caractérisant comme un mythe servant à entretenir une image d'innocence des gens blancs, comme si leur seul tort était de ne pas avoir les idées claires. Dans un article de 2017, Marzia Milazzo a aussi critiqué le concept d'ignorance blanche ensemble ceux d'invisibilité, de culpabilité, de honte et de privilège blancs: selon elle, ces lunettes théoriques psychologisent et effacent l'intérêt économique actif qu'ont les gens blancs à perpétuer le racisme. Dans une réponse publiée dans le même journal en 2019, Robyn Moore argumente que les concepts d'ignorance, d'invisibilité et de privilège blancs ne sont pas contradictoires ni incompatibles avec la reconnaissance de l'agentivité et de la participation active de la classe blanche dans la reproduction du racisme.